# Feliks Berdau

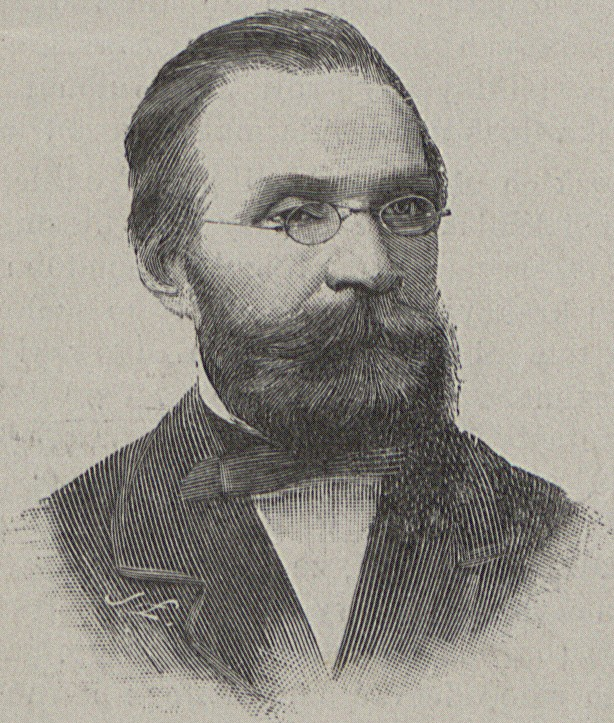
Portret Feliksa Berdau (1895)

Feliks Berdau (ur. w 1826 w Krakowie, zm. 24 listopada 1895 w Warszawie) – polski botanik, fitopatolog, pionier badań nad florą Tatr.

## Życiorys
Studia botaniki na Uniwersytecie Krakowskim ukończył w 1846 roku, w 1868 zdobył stopień doktora. W latach 1847–1854 był adiunktem na Uniwersytecie Krakowskim (był asystentem Ignacego Rafała Czerwiakowskiego), później pracował w krakowskim Gimnazjum św. Anny, a następnie jako profesor w Puławach w Instytucie Politechnicznym i Rolniczo-Leśnym (1862–1863) i w Instytucie Gospodarstwa Wiejskiego i Leśnictwa (1869–1886).
Jako naukowiec odbywał liczne wycieczki w okolice Krakowa i Karpaty. W Tatrach zachowały się jedynie informacje o wejściach z 1854 roku, kiedy zdobył liczne szczyty. Pośród nich były Bystra, Czerwone Wierchy, niższy wierzchołek Świnicy, Kościelec, Murań i Lodowa Kopa (dwukrotnie, w tym raz z ks. Wojciechem Grzegorzkiem i ks. Józefem Stolarczykiem). W 1855 roku Berdau odwiedził Dolinę Czarną Jaworową, był też w niemal wszystkich dolinach walnych Tatr Wysokich. Do miejsc, w których Berdau badał roślinność w tym czasie, należą dolina Rówienki (przejście przez Zawracik Rówienkowy z Doliny Staroleśnej), Przełęcz pod Kopą, Lodowa Przełęcz, Polski Grzebień, a także stoki Gerlacha, Małej Wysokiej, Pośredniej Grani, Łomnicy i Kieżmarskiego Szczytu. Botanik zdobył też prawdopodobnie wszystkie szczyty Tatr Zachodnich.
Owocem tych wędrówek były zarówno prace i artykuły naukowe, jak i bogate zielniki, znajdujące się dziś w zbiorach w Warszawie i Krakowie. Był jednym z autorów haseł do 28 tomowej Encyklopedii Powszechnej Orgelbranda z lat 1859–1868. Jego nazwisko wymienione jest w I tomie z 1859 roku na liście twórców zawartości tej encyklopedii.
Największym jego dziełem miała być Flora Tatr, Pienin i Beskidu Zachodniego, jednak do 1867 roku udało mu się opublikować jedynie 39 arkuszy – dalsza część rękopisu została skradziona. Berdau do tej pracy powrócił dopiero w 1888 roku (wcześniej uniemożliwiały mu to nadmiar innych zajęć i choroba), ale niebawem został porażony paraliżem. Wydawnictwo udało się ukończyć na podstawie notatek Berdaua Franciszkowi Błońskiemu (Warszawa 1890).
Powszechnie jest uznawany za jednego z największych botaników zajmujących się problematyką tatrzańską. Został upamiętniony nazwami kilku roślin.
Zajmował się także fitopatologią. Jest autorem m.in. rozdziału „Choroby roślin” w wychodzącej w Warszawie „Encyklopedyi rolnictwa” (1873), pierwszego w języku polskim obszernego przeglądu aktualnej wówczas wiedzy fitopatologicznej.

## Publikacje tatrzańskie
- Wycieczka botaniczna w Tatry odbyta w r. 1854 („Biblioteka Warszawska” 1855),
- Geographisch-botanische Skizze des Tatra-Gebirges („Österreichisches Botanisches Wochenblatt” 1855),
- Flora północnej strony Tatrów (ok. 1858), nagrodzona przez Towarzystwo Naukowe Krakowskie,
- Spis roślin właściwych Tatrom (1860, druk w przewodniku Eugeniusza Janoty pt. Przewodnik w wycieczkach na Babią Górę, do Tatr i Pienin),
- Karpaty w ogóle, a w szczególności o Tatrach, pod względem geograficznym, geologicznym i botanicznym (1868, praca doktorska),
- Flora Tatr, Pienin i Beskidu Zachodniego (1867–1888, wydana przez F. Błońskiego w 1890)[1].